# SS Bärenfels (1921)
El SS Bärenfels fue un carguero de vapor alemán que fue botado en 1921 para la DDG Hansa. En 1940, participó en la invasión alemana de Noruega y fue hundido por bombarderos en picado de la Fleet Air Arm inglesa. Sus restos fueron reflotados y, en 1941, volvió al servicio. En 1944, el  minisubmarino de la Marina Real Británica X-24 lo volvió a hundir, matando a 11 de sus compañeros. En 1947, sus restos fueron reflotados para ser desguazados, pero mientras estaba siendo remolcado se hundió por tercera vez.
El Bärenfels fue el quinto de una serie de siete barcos gemelos construidos para DDG Hansa que comenzó con el Altenfels (más tarde rebautizado como Stolzenfels) botado en 1915. Los otros fueron el Treuenfels botado en 1916, el Geierfels botado en 1918, el Frauenfels botado en 1919 y el Marienfels y el Ockenfels botados después del Bärenfels en 1921.
Este fue el segundo de los cuatro barcos de DDG Hansa llamados Bärenfels. El primero fue un barco de vapor construido en 1898 que el Reino Unido capturó en 1914. El tercero fue un barco de motor de carga pesada que se construyó en 1951 y que DDG Hansa vendió en 1972. El cuarto fue un barco de motor de carga pesada que se construyó en 1976 y se vendió cuando DDG Hansa entró en quiebra en 1980.